# James Martin Fitzgerald

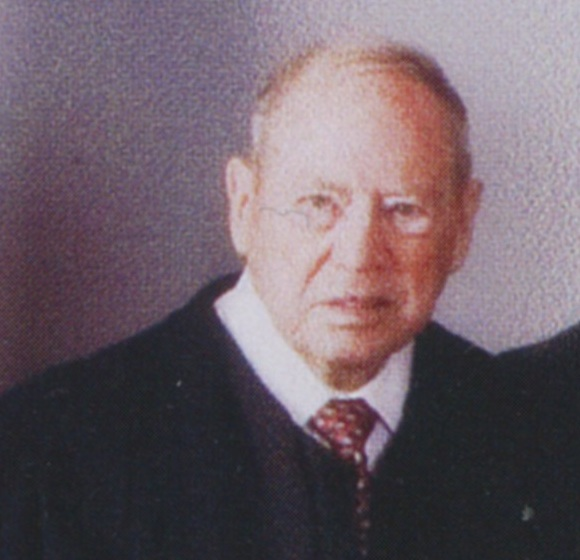
James Martin Fitzgerald

James Martin Fitzgerald (* 7. Oktober 1920 in Portland, Oregon; † 3. April 2011 in Santa Rosa, Kalifornien) war ein US-amerikanischer Jurist.

## Leben
Fitzgerald studierte an der University of Oregon, verließ die Universität jedoch bereits wieder nach kurzer Zeit um seinen Wehrdienst in der Nationalgarde zu leisten. Nach seinem Ausscheiden aus der Nationalgarde nahm er ein Studium an der Willamette University in Salem, Oregon auf. Im Zuge des Zweiten Weltkrieges diente er von 1942 bis 1946 im United States Marine Corps, zuletzt  als sergeant, und kam hierbei im Südpazifik zum Einsatz. Nach seinem Ausscheiden aus dem aktiven Dienst ließ sich Fitzgerald in Portland nieder. Er arbeitete als Feuerwehrmann und studierte gleichzeitig an der Willamette University. Dort erhielt er 1950 einen Bachelor of Arts (B.A.). Ebenfalls 1950 heiratete er. Aus der Ehe gingen später vier Kinder hervor. Bald darauf ließ sich das junge Ehepaar in Ketchikan im Alaska-Territorium nieder. Daneben setzte er sein Studium an der Law School der Willamette University, dem Willamette University College of Law, fort und erhielt 1951 einen Bachelor of Laws (LL.B.). Fitzgerald kehrte nun nach Ketchikan zurück.
Von 1952 bis 1956 war er Assistant United States Attorney für den Distrikt des Alaska-Territoriums. Von 1956 bis 1959 war er Anwalt der Stadt Anchorage. 1959 fungierte er als juristischer Berater für Gouverneur William Allen Egan. Ebenfalls 1959 war er der erste Leiter des Alaska Department of Public Safety in dem neuen Bundesstaat. Danach war er von 1959 bis 1972 Richter am dritten Gerichtsbezirk des Alaska Superior Court und bekleidete in dieser Zeit von 1969 bis 1972 das Amt des Vorsitzenden Richters.
Fitzgerald gehörte damit zu den ersten acht Richtern am neu gegründeten Alaska Superior Court. Von 1972 bis 1975 war er Richter am Alaska Supreme Court.
Am 2. Dezember 1974 wurde er von Präsident Gerald Ford zum Richter am United States District Court für den Distrikt Alaska nominiert, um den vakanten Sitz von Richter Raymond E. Plummer neu zu besetzen. Am 18. Dezember 1974 wurde er vom Senat der Vereinigten Staaten bestätigt. Am 20. Dezember erfolgte seine Vereidigung. Von 1984 bis 1989 war er der Oberste Richter (chief judge) dieses Distriktes. Am 1. Januar 1989 erreichte Fitzgerald den Senior Status und ging damit in den Semi-Ruhestand. Sein vakanter Sitz wurde mit James Keith Singleton Jr. neu besetzt.
Im Zuge eines von dem Senator Mark Begich eingebrachten Gesetzentwurfes, welcher im März 2012 von Präsident Barack Obama unterschrieben wurde, erfolgte im April 2014 die Umbenennung des United States Courthouse in Anchorage zum James M. Fitzgerald United States Courthouse.